# Stasina nalandica
Stasina nalandica är en spindelart som beskrevs av Karsch 1891. Stasina nalandica ingår i släktet Stasina och familjen jättekrabbspindlar.
Artens utbredningsområde är Sri Lanka. Inga underarter finns listade i Catalogue of Life.